# Список країн за резервами іноземної валюти (без золота)
Цей список включає топ 30 країн світу відсортованим за їх іноземними валютними резервами виключаючи золотий резерв, однак включаючи спеціальні права запозичення (СПЗ) і резервні позиції у Міжнародному валютному фондові (МВФ).
Таблиця включає останні доступні дані, в основному взяті у МВФ, і включає деякі економічні зони які не рахуються як суверенні держави (такі як Тайвань, Гонконг і Єврозона, через їх спеціальний економічний статус).
| Місце | Країна                                      | Іноземні резерви (викл. золото) (у млн $) | Дані на       |
| ----- | ------------------------------------------- | ----------------------------------------- | ------------- |
| 1     | КНР (Гонконг, Макао і Тайвань не включенні) | 3 053 567                                 | Травень 2017  |
| 2     | Японія                                      | 1 188 139                                 | Червень 2017  |
| 3     | Швейцарія                                   | 743 778                                   | Липень 2017   |
| 4     | Саудівська Аравія                           | 489 159                                   | Травень 2017  |
| 5     | Тайвань                                     | 441 943                                   | Червень 2017  |
| 6     | Гонконг                                     | 393 244                                   | Травень 2017  |
| 7     | Індія                                       | 381 817                                   | Вересень 2017 |
| 8     | Південна Корея                              | 370 588                                   | Червень 2017  |
| 9     | Бразилія                                    | 360 504                                   | Червень 2017  |
| 10    | Єврозона                                    | 344 556                                   | Грудень 2016  |
| 11    | Росія                                       | 325 454                                   | Травень 2017  |
| 12    | Сінгапур                                    | 263 645                                   | Червень 2017  |
| 13    | Таїланд                                     | 219 794                                   | Серпень 2017  |
| 14    | Мексика                                     | 167 641                                   | Травень 2017  |
| 15    | Чехія                                       | 132 867                                   | Червень 2017  |
| 16    | Велика Британія                             | 123 760                                   | Червень 2017  |
| 17    | Індонезія                                   | 116 733                                   | Червень 2017  |
| 18    | Польща                                      | 106 570                                   | Червень 2017  |
| 19    | Ізраїль                                     | 106 160                                   | Травень 2017  |
| 20    | США                                         | 105 204                                   | Березень 2017 |
| 21    | Малайзія                                    | 92 476                                    | Червень 2017  |
| 22    | Туреччина                                   | 88 692                                    | Червень 2017  |
| 23    | Канада                                      | 74 634                                    | Червень 2017  |
| 24    | Філіппіни                                   | 70 266                                    | Червень 2017  |
| 25    | Перу                                        | 59 799                                    | Червень 2017  |
| 26    | Австралія                                   | 56 258                                    | Червень 2017  |
| 27    | Норвегія                                    | 55 873                                    | Травень 2017  |
| 28    | Данія                                       | 52 576                                    | Травень 2017  |
| 29    | Швеція                                      | 51 731                                    | Травень 2017  |
| 30    | Франція                                     | 38 467                                    | Червень 2017  |
| 31    | Німеччина                                   | 37 678                                    | Червень 2017  |
| 32    | Італія                                      | 37 305                                    | Червень 2017  |
| 33    | Йорданія                                    | 11 100                                    | Серпень 2017  |